# Gånghester SK
Gånghesters Sportklubb är en svensk idrottsförening i Gånghester i Borås kommun. Föreningen bildades 1940 och bedriver aktivitet främst för fotboll och det finns lag för alla åldrar. På fotbollssidan i föreningen finns det både representationslag på herr och dam sidan, herrlaget spelar 2022 i Division 6 och damlaget spelar 2022 i Division 4. Damlaget kallar sig för Toarpsalliansen och är ett samarbete med Dalsjöfors GoIF och Målsryds IF. Herrlaget kallar sig för Gånghester SK/Målsryd IF och började sitt samarbete 2008. Gånghester SK/Målsryd IF:s två hemmaplaner är Engvallen i Gånghester och Målevi i Målsryd, båda två är naturgräsplaner. På anläggningen Engvallen så finns det även en konstgräsplan vars namn är "Eton Arena". 
Sedan säsong 2022 leds herrlaget av Jan Mak, som har tidigare tränat bland annat Halmstads BK, IF Elfsborg och Gais.